# Aufwärtsrollender Doppelkegel

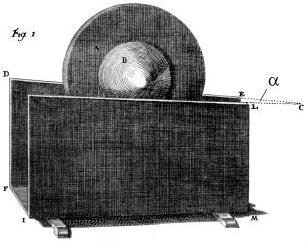
Der aufwärtsrollende Doppelkegel; Abbildung aus: Physices Elementa Mathematica von Willem Jacob ’s Gravesande, 4. Auflage 1748

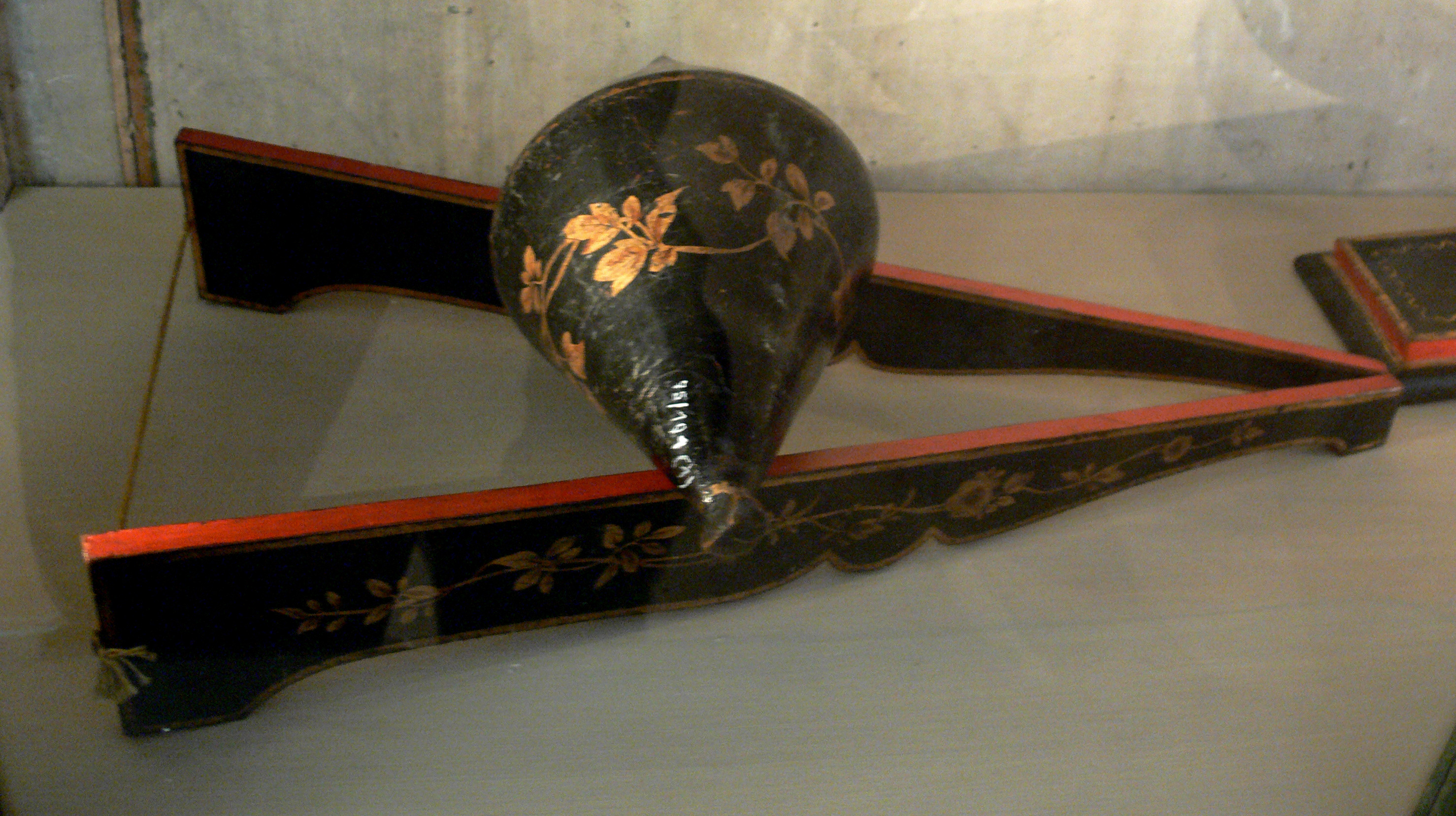
Aufwärtsrollender Doppelkegel aus einem physikalischen Kabinett nach Entwürfen von Abbé Jean-Antoine Nollet, Paris Mitte 18. Jahrhundert (Bayerisches Nationalmuseum)

Der aufwärtsrollende Doppelkegel ist ein physikalisches Experiment, wobei ein Doppelkegel scheinbar eine schiefe Ebene hinaufrollt.

## Konstruktion
Die für das Experiment verwendete schiefe Ebene besteht aus zwei Schienen, die V-förmig angeordnet sind und gemeinsam einen vorgegebenen Winkel bilden. Die Enden der Schienen, an denen sich der Abstand zwischen den Schienen verringert, bilden den tiefsten Punkt der schiefen Ebene. Die Enden mit dem größeren Abstand bilden ihren höchsten Punkt. Wird ein Doppelkegel, bestehend aus zwei an ihren Grundflächen achsensymmetrisch verbundenen Kegeln, am tiefsten Punkt der schiefen Ebene aufgesetzt, so befindet sich seine Rotationsachse und damit auch sein Schwerpunkt zunächst in seiner höchsten Position. Da die Schienen in Rollrichtung auseinanderstreben, kann beim scheinbaren Hinaufrollen des Doppelkegels die Rotationsachse eine immer tiefere Position einnehmen. Die Rotationsachse des Doppelkegels liegt am Ende der zurückgelegten Strecke tiefer zwischen den Schienen als zu Beginn der Aktion. Der Doppelkegel kann nur deshalb die schiefe Ebene hinaufrollen, weil sich sein Schwerpunkt beim Rollen auf den Schienen abwärts bewegt. Bei genauer Betrachtung des rollenden Kegels von der Seite lässt sich die Abwärtsbewegung der Rotationsachse auch unmittelbar beobachten. Die Bedingung, unter der diese Bewegung stattfinden kann, hängt von dem Öffnungswinkel des Kegels sowie dem Öffnungswinkel und dem Anstiegswinkel der Schienen ab.

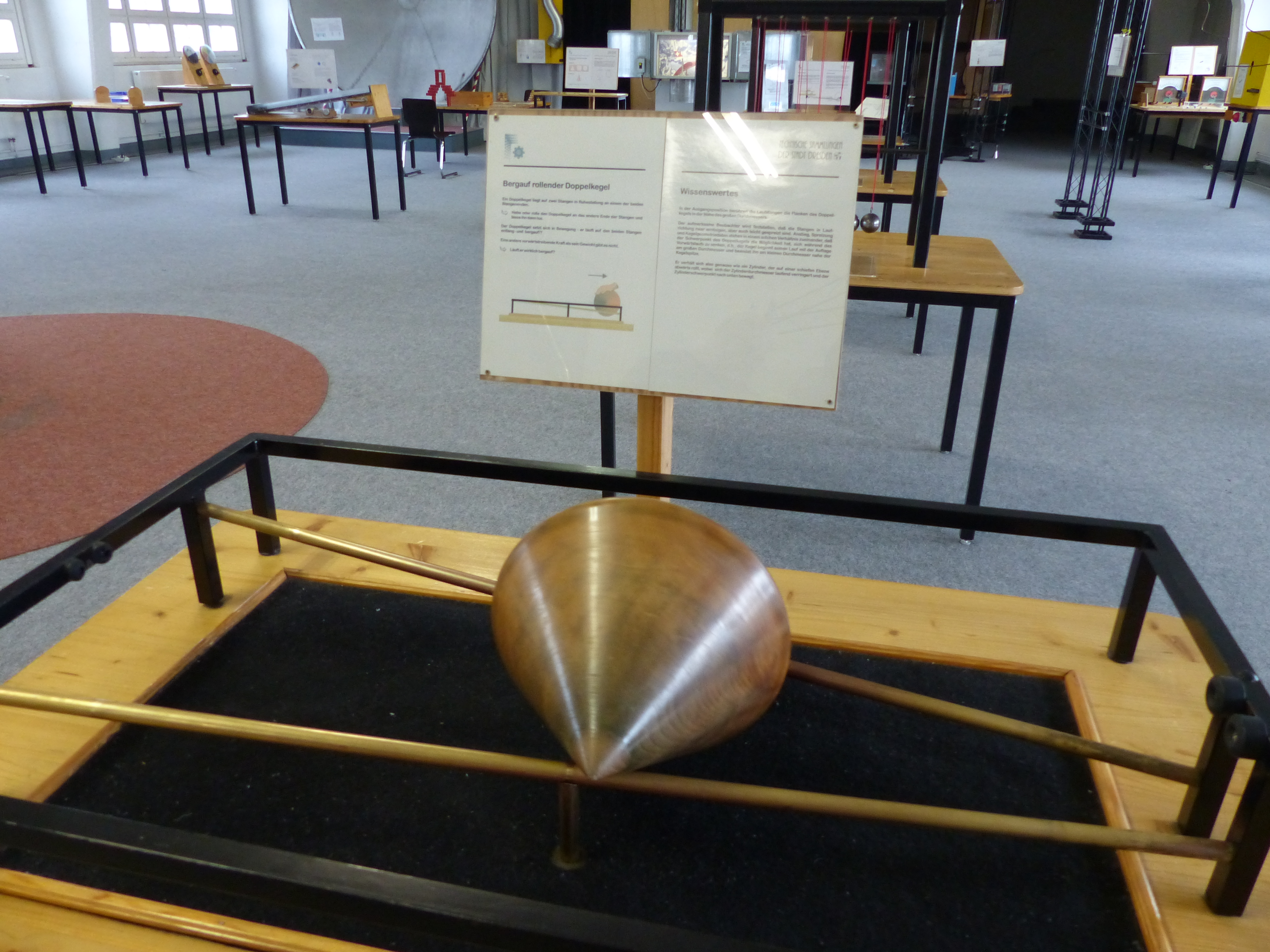
Aufwärts rollender Doppelkegel in den Technischen Sammlungen Dresden

Ein Doppelkegel aus zwei an ihren Spitzen achsensymmetrisch verbundenen Kegeln (Diabolo) kann ebenfalls zur Durchführung des Experiments verwendet werden. Die schiefe Ebene muss dafür entsprechend angepasst werden.

## Geschichte
Das Experiment wird erstmals in dem Werk „Physices elementa mathematica, experimentis confirmata, sive introductio ad philosophiam Newtonianam“ (Leiden 1720) des niederländischen Physik-Professors Willem Jacob ’s Gravesande beschrieben.

## Wissenswertes
Das Experiment wird in diversen Büchern für Schulexperimente beschrieben. Als Übungsaufgabe für Physiker hat es ebenfalls seinen Niederschlag gefunden.
Das Geschicklichkeitsspiel „Sisyphus“ wurde nach dem Prinzip des aufwärtsrollenden Doppelkegels realisiert. Allerdings wird hier statt des Doppelkegels eine Kugel benutzt.